# Публий Манилий
Пу́блий Мани́лий (лат. Publius Manilius; умер после 120 года до н. э.) — политический деятель из плебейского рода Манилиев, консул Римской республики в 120 году до н. э.

## Происхождение
Публий принадлежал к плебейскому роду, который до него не дал Риму ни одного консула, кроме предполагаемого дяди Манилия — Мания, видного участника «кружка Сципиона» и наиболее выдающегося юриста своего времени (наряду с Публием Муцием Сцеволой и Марком Юнием Брутом), достигшего консулата в 149 году до н. э. и командовавшего армией на начальном этапе Третьей Пунической войны. Старшим братом консула 149 года до н. э., а, следовательно, и предполагаемым отцом Публия мог быть Публий Манилий, участник послевоенного переустройства Иллирии в 167 году до н. э.

## Биография
Учитывая требования закона Виллия об обязательном трёхлетнем временном промежутке между занятием курульных магистратур, Манилий должен был не позднее 123 года до н. э. получить претуру, поскольку в 120 году до н. э. он занимал должность ординарного консула вместе с Гаем Папирием Карбоном.